# A proposito di Nizza
A proposito di Nizza (titolo originale: À propos de Nice) è un documentario di Jean Vigo del 1930, influenzato dalle contemporanee esperienze cinematografiche d'avanguardia (espressioniste, surrealiste e sovietiche).

## Antefatti
Dopo aver comprato una cinepresa di seconda mano con soldi prestati dal padre di Lydou (moglie di Vigo), il regista venticinquenne decide di girare un documentario su Nizza, incentrandolo sui monumenti e sui paesaggi della località turistica. L'incontro di Vigo con Boris Kaufman cambia il progetto iniziale del regista francese, che sarà influenzato dal sovietico.

## Contenuti
Il documentario offre un ritratto non convenzionale di Nizza: a un'apertura incentrata su elementi naturali segue la descrizione della vita della località turistica, con i suoi casinò, carnevali, spiagge, bar con i tavolini al sole. La Nizza alto-borghese e altolocata viene confrontata, in rapidi ma incisivi scorci, con la propria "controparte" dei bassifondi popolari. Non è presente un vero protagonista: varie le persone riprese, a volte di nascosto.

## Commento
L'intento del duo Kaufman-Vigo è di riprendere i diversi aspetti della vita di Nizza nella maniera più veritiera possibile: per questo motivo la macchina da presa a volte è stata nascosta, anticipando una caratteristica fondamentale del cinema-verità.
Importante è stata l'influenza del cinema vertoviano, giunta per il tramite del fratello Boris. Le riprese sono frammentarie e creano associazioni visive particolari attraverso un montaggio incalzante, che non esclude anche la presenza di ralenti e dissolvenze incrociate.
Un altro elemento fortemente innovativo è la mancanza di didascalie: evidente il rimando a precedenti esperienze cinematografiche vertoviane, con particolare riferimento a L'uomo con la macchina da presa.
Le rigorose scelte in sede di montaggio danno alle immagini una cadenza poetica, senza danneggiare l'onestà della testimonianza documentaria. In questo ritratto di Nizza emergono un'immagine morbosa dell'erotismo e l'insensatezza della vita della località turistica.